# Herb Szczyrku
Herb Szczyrku – jeden z symboli miasta Szczyrk w postaci herbu określony uchwałą Rady Miejskiej nr XXX/167/93 z 26 lutego 1993 roku. Używany na pieczęciach miejscowości od XIX w.

## Wygląd i symbolika
Herb przedstawia na okrągłej tarczy owalne koło oznaczające słońce z zaokrąglonymi promieniami. Pod słońcem w połowie tarczy mieści się drewniana mątewka (rogalka) z potrójnym uzębieniem a pod nią gliniany garnek z jednym uchem. Po obu stronach garnka znajdują się pochylone liście ułożone po pięć w każdym zestawie. W dolnej części koła podwójna fala. Stylowy napis „Szczyrk” znajduje się nad słońcem i ma kształt półokręgu.